# Phyllis Grosskurth
Phyllis Marguerite Grosskurth, geborene Langstaff, OC, OOnt (* 16. März 1924 in Toronto (Kanada); † 2. August 2015 ebenda) war eine kanadische Akademikerin, Schriftstellerin, Literaturkritikerin und Hochschullehrerin für Anglistik.

## Leben und Wirken
Phyllis Grosskurth wurde als ältestes von vier Kindern des Milton Palmer Langstaff (1886–1974) und seiner Ehefrau Winnifred Agnes Owen († 1969) geboren. Ihre Geschwister waren Mary Joan Elizabeth Langstaff, Dorothy Ann Virginia Langstaff und John Garth Miles Langstaff.
Ihr Vater war Mitbegründer der 23. April 1896 ins Leben gerufenen Versicherungsgesellschaft „Imperial Life Insurance Company of Canada“ („L’Impériale, Compagnie d’Assurance-Vie“). Mit der Weltwirtschaftskrise verloren fast sämtliche Investitionen ihres Vaters an Wert und die Familie war gezwungen, in einer Mietwohnung im Norden von Toronto zu leben.
Die junge Patsy, wie sie damals genannt wurde, besuchte zunächst, von der Grund- bis zur Oberschule, die St. Clement's School in Toronto. Hiernach ging sie an die University of Toronto, wo sie ihr Anglistikstudium 1946 mit einem Bachelor of Arts abschloss, um anschließend 1959 ihren Master of Arts an der University of Ottawa zu erwerben. Im Jahre 1962 wurde sie an der University of London promoviert.
Sie veröffentlichte Studien zu literarischen, gleichgeschlechtlichen Beziehungen und psychoanalytischen Themen. Sie verfasste mehrere Biografien, so etwa über John Addington Symonds. Es folgten eine kontroverse Untersuchung zu Sigmund Freud und seinem inneren Zirkel sowie eine Studie zu Melanie Klein. Weitere Biographien schrieb sie über Lord Byron, eine der ersten umfassenden Studien zu diesem Thema.
Phyllis Grosskurth war später emeritierte Professorin an der Universität von Toronto und wurde im Jahr 2000 zur Offizierin des „Order of Canada“ ernannt. Im Jahr 2002 wurde sie mit dem „Order of Ontario“ ausgezeichnet.
Während ihres Studiums an der University of Toronto lernte sie ihren späteren Ehemann Robert Arthur Grosskurth (1922–2007) kennen. Sie heirateten im Jahre 1946. Seine Tätigkeit als Marineoffizier diktierte der Familie häufige Ortswechsel. Auch war ihr Ehemann für längere Zeit in Südkorea und anderen Orten aus der häuslichen Umgebung entfernt. Funktionell war sie eine alleinerziehende Mutter, während sie ihre akademischen Interessen verfolgte. Im Jahre 1960 zog die Familie nach London, wo Robert Grosskurth bei der Canadian High Commission stationiert worden war. Mit ihrem ersten Ehemann Robert Grosskurth hatte sie zwei Söhne und eine Tochter, Robert Allan Grosskurth, Brian Grosskurth und Anne Grosskurth.
Nach ihrer Scheidung war sie von 1968 bis 1978 mit Mavor Moore verheiratet. In den späteren Jahren ihres Lebens war sie mit Robert James Henry McMullan (1923–2014) verheiratet.

## Werke (Auswahl)
- Byron: The Flawed Angel. (1997)
- The Secret Ring: Freud's Inner Circle and the Politics of Psychoanalysis. (1991)
- Melanie Klein: Her World and Her Work. (1986), sie gewann damit 1986 den Governor General’s Awards, deutsch Melanie Klein, ihre Welt und ihr Werk. Verlag Internationale Psychoanalyse, Klett-Cotta, Stuttgart 1993, ISBN 3-608-95902-5
- Havelock Ellis: A Biography. (1980)
- John Addington Symonds: A Biography. (1964), sie gewann damit 1964 den Governor General's Awards